# Жутозелене алге
Жутозелене алге представљају малу групу (око 500 врста) алги које имају широко географско распрострањење, али нису честе.

## Типови грађе
Одликују се великом морфолошком разноврсношћу. Представници овог раздела се налазе на ризоподијалном, монадоидном, кокоидном, трихалном, хетеротрихалном и сифоналном ступњу организације. Неки су једноћелијски, док су други колонијални.

## Грађа ћелије
Код већине представника постоји ћелијски зид који је или јединствен или сачињен из два једнака или неједнака дела. Може бити гладак или са различитим израштајима. Богат је пектином и прожет солима силицијума, гвожђа и калцијума. Код мањег броја представника садржи и целулозу. У цитоплазми се налази једно или више једара, као и хлоропласти различитог облика, понекад са пиреноидом. Ламеларни систем хлоропласта чине пакетићи са по три тилакоида и једним периферним тилакоидом. Садрже хлорофил a и c, (неке имају a и e), каротене и ксантофиле. Каротеноида има више него других пигмената, па отуда жутозелена боја ових алги. На предњем крају хлоропласта код покретних облика се налази стигма (очна мрља). У хлоропластима се налазе резервне супстанце хризоламинарин, волумин и уља.

## Кретање
Крећу се уз помоћ бичева. Код непокретних облика, бичеве имају њихове зооспоре. Поседују по два бича различите дужине и грађе на предњем крају тела. Дужи бич је управљен ка напред и има осовину са које бочно полазе кратки, перасто распоређени израштаји. Краћи бич је управљен у страну и гладак је. Код неких врста може да буде и редукован. Неки монадоидни облици имају перипласт и могу да мењају облик свог тела, али се крећу и уз помоћ бичева. Ризоподијални облици такође имају перипласт и активно се крећу помоћу псеудоподија и ризоподија.

## Размножавање
Вегетативно се размножавају сви облици; једноћелијски деобом ћелије, колонијални раздељивањем колоније, а кончасти фрагментацијом.
Бесполно се размножавају зооспорама и апланоспорама (овим другим се размножавају сувоземни представници). При неповољним условима неке врсте стварају ендогене цисте са чврстим, често силифицираним зидом из два дела.
Полни процес код ових алги није често присутан, што је примитивна карактеристика. Утврђено је да се врсте рода вошерија (Vaucheria) размножавају полно оогамијом.

## Станиште
Већина врста насељава слатке, чисте воде. Мањи број је присутан у морима, бракичним водама и на влажном земљишту. Веома су осетљиве на еколошке факторе као што су (пре свега) температура, али и прозрачност воде и светлост и могу представљати биоиндикаторе.

## Еволуција и филогенија
Подаци о њиховој еволуцији и филогенији су још увек оскудни. Према њиховим карактеристикама сматра се да су по пореклу сродне златним и силикатним.

## Систематика
Према Блаженчић, раздео Xanthophyta се дели на шест класа: